# 人格减等
无权，或曰人格减等（即“行为能力的受限”） 是一种存在于罗马法中的条款。有关人格减等的影响总共存在三种情况，分别是严重人格减等、中度人格减等和轻微人格减等。人格减等所涉及的具体内容与自然人的法律地位有关，具体分别是自由权利（是否为自由民）、公民权（是否为罗马公民）和家庭角色（是否在罗马家庭中拥有某种角色或地位）。
严重人格减等
人格减等的极致，也即“严重人格减等”，包括个人自由、公民权和家庭角色的丧失。这类现象一般会出现在奴隶和战俘身上。
中度人格减等
中度人格减等，包括公民权和家庭角色的丧失，但不会褫夺此人的自由权利。
轻度人格减等
轻微人格减等只剥夺此人的家庭角色，并不会导致此人的个人自由和公民权被剥夺。

## 引用
1. ↑  Thomas Mackenzie and John Kirkpatrick, Studies in Roman Law, Chapter II, pp. 71–72.